# 大卫·恩贝
大卫·恩贝（David Embé，1973年11月13日—），是已经退役的喀麦隆足球运动员，司职前锋。
恩贝曾经入选喀麦隆国家队，并且在1994年世界杯中攻入一球。
1999年，恩贝签约上海申花，但是只在季前热身赛中攻入一球，之后鲜有上场机会。 在他的职业生涯中恩贝曾经在除大洋洲以外的五大洲效力。